# 土屋定政
土屋 定政 （つちや さだまさ、生没年不詳）は、戦国時代の武田氏の家臣で、土屋讃岐守家の初代当主。

## 生涯
甲斐武田氏の家臣で譜代家老衆で武田二十四将の一人に数えられる「片手千人斬り」の伝説と異名で知られる土屋昌恒の実兄にあたる金丸平三郎の長男。 
「定政」の諱は『甲斐国志』や『寛政重修諸家譜』によるが、確実な史料からは確認されない。兄弟に土屋正成（右衛門尉）と甘利信忠室となった娘がいる。武田信玄に仕え、讃岐守となる。法名は西雲。
| 初代     | 第2代    | 第3代    | 第4代    | 第5代    | 第6代    | 第7代    | 第8代    | 第9代    | 第10代       | 第11代     | 第12代   | 第13代   |
| -------- | -------- | -------- | -------- | -------- | -------- | -------- | -------- | -------- | ------------ | ---------- | -------- | -------- |
| 土屋定政 | 土屋政成 | 土屋政重 | 土屋政一 | 土屋正克 | 土屋正方 | 土屋正延 | 土屋正備 | 土屋正典 | 土屋太刀三郎 | 土屋馬之丞 | 土屋匠作 | 土屋喜作 |